# Żółkiew (stacja kolejowa)
Żółkiew (ukr: Станція Жовква) – stacja kolejowa w Żółkwi, w obwodzie lwowskim, na Ukrainie. Jest częścią administracji Kolei Lwowskiej. Znajduje się na linii Lwów – Hrebenne.
Stacja obsługuje głównie ruch regionalny między Lwowem i Rawą Ruską.

## Historia
Stacja została otwarta 23 listopada 1887 jako część linii kolejowej Lwów-Bełżec.
Od 1887 do 1964 roku oficjalnie używana była polska nazwa Żółkiew. W 1964 roku otrzymała nazwę Niestierow-Lwowski. Obecna nazwa pochodzi z 1992 roku.

## Linie kolejowe
- Linia Lwów – Hrebenne